# Trichocentrum undulatum
Trichocentrum undulatum är en orkidéart som först beskrevs av Olof Swartz, och fick sitt nu gällande namn av James David Ackerman och Mark W. Chase. Trichocentrum undulatum ingår i släktet Trichocentrum och familjen orkidéer. Inga underarter finns listade i Catalogue of Life.